# Warren Beatty
Warren Beatty (/ˈbeɪti/ BAY-tee; sinh ngày 30/03/1937, là một diễn viên, đạo diễn, nhà sản xuất, kịch bản gia Mỹ. Ông 15 lần được đề cử giải Oscar, nhưng chỉ một lần giành giải này về Đạo diễn xuất sắc nhất.

## Danh mục phim
| Năm  | Tên phim                       | Vai diễn                     | Ghi chú |
| ---- | ------------------------------ | ---------------------------- | --- |
| 1961 | Splendor in the Grass          | Bud Stamper                  | Golden Globe for Best New Star – Actor Đề cử – Golden Globe for Best Actor |
| 1961 | The Roman Spring of Mrs. Stone | Paolo di Leo                 | |
| 1962 | All Fall Down                  | Berry-Berry Willart          | |
| 1964 | Lilith                         | Vincent Bruce                | |
| 1965 | Mickey One                     | Mickey One                   | |
| 1965 | Promise Her Anything           | Harley Rummell               | |
| 1966 | Kaleidoscope                   | Barney Lincoln               | |
| 1967 | Bonnie and Clyde               | Clyde Barrow                 | David di Donatello Award for Best Actor Photoplay Award for Best Actor Photoplay Award for Best Film Golden Laurel Award for Best Action-Drama Kansas City Film Critics Circle Award for Best Film Đề cử – Academy Award for Best Actor Đề cử – Academy Award for Best Picture Đề cử – Golden Globe for Best Picture Đề cử – Golden Globe for Best Actor Đề cử – BAFTA for Best Actor Đề cử – National Society of Film Critics for Best Film |
| 1970 | The Only Game in Town          | Joe Grady                    | |
| 1971 | McCabe & Mrs. Miller           | John McCabe                  | |
| 1971 | $                              | Joe Collins                  | |
| 1974 | The Parallax View              | Joseph Frady                 | |
| 1975 | Shampoo                        | George Roundy                | WGA Award for Best Screenplay National Society of Film Critics Award for Best Screenplay Đề cử – Academy Award for Best Screenplay Đề cử – Golden Globe for Best Actor Đề cử – Golden Globe for Best Picture |
| 1975 | The Fortune                    | Nicky Wilson                 | |
| 1978 | Heaven Can Wait                | Joe Pendleton                | Golden Globe for Best Picture Golden Globe for Best Actor WGA Award for Best Screenplay Saturn Award for Best Film Saturn Award for Best Actor Saturn Award for Best Writing Đề cử – Academy Award for Best Actor Đề cử – Academy Award for Best Picture Đề cử – Academy Award for Best Director Đề cử – Academy Award for Best Screenplay Đề cử – DGA Award for Best Director Đề cử – Saturn Award for Best Direction |
| 1981 | Reds                           | John Reed                    | Academy Award for Best Director DGA Award for Best Director Golden Globe for Best Director WGA Award for Best Screenplay David di Donatello for Best Producer Los Angeles Film Critics Association Award for Best Director New York Film Critics Circle Award for Best Film National Board of Review Award for Best Director National Board of Review Award for Top Ten Film American Movie Award for Excellence in Film Đề cử – Academy Award for Best Actor Đề cử – Academy Award for Best Picture Đề cử – Academy Award for Best Screenplay Đề cử – Golden Globe for Best Actor Đề cử – Golden Globe for Best Screenplay Đề cử – Golden Globe for Best Picture Đề cử – BAFTA for Best Actor Đề cử – Los Angeles Film Critics Association Award for Best Film Đề cử – Los Angeles Film Critics Association Award for Best Screenplay |
| 1987 | Ishtar                         | Lyle Rogers                  | |
| 1990 | Dick Tracy                     | Dick Tracy                   | Đề cử – Golden Globe for Best Picture Đề cử – Italian National Syndicate of Film Journalists Award for Best Director Đề cử – Saturn Award for Best Actor Đề cử – Saturn Award for Best Film |
| 1991 | Bugsy                          | Bugsy Siegel                 | Golden Globe for Best Picture Los Angeles Film Critics Association Award for Best Film National Board of Review Award for Best Actor National Board of Review for Top Ten Film Đề cử – Academy Award for Best Actor Đề cử – Academy Award for Best Picture Đề cử – Golden Globe for Best Actor Đề cử – Los Angeles Film Critics Association Award for Best Actor Đề cử – New York Film Critics Circle Award for Best Actor Đề cử – National Society of Film Critics Award for Best Actor |
| 1994 | Love Affair                    | Mike Gambril                 | |
| 1998 | Bulworth                       | Sen. Jay Billington Bulworth | Los Angeles Film Critics Association Award for Best Screenplay Đề cử – Academy Award for Best Screenplay Đề cử – WGA Award for Best Screenplay Đề cử – Golden Globe for Best Screenplay Đề cử – Golden Globe for Best Picture Đề cử – Golden Globe for Best Actor Đề cử – Venice Film Festival Golden Lion Award for Best Film Đề cử – Chicago Film Critics Association Award for Best Screenplay Đề cử – Satellite Award for Best Actor |
| 2001 | Town & Country                 | Porter Stoddard              | |